# Gal Fridman
Gal Fridman (hebrajski גל פרידמן, ur. 16 września 1975 w Haderze) – izraelski żeglarz sportowy, dwukrotny medalista olimpijski.
Startuje w mistralu. Swój pierwszy medal olimpijski (brązowy) zdobył w 1996. Na następne igrzyska się nie zakwalifikował, za to w Atenach był już jednym z faworytów rywalizacji i zdobył złoty medal. Dokonał tego jako pierwszy izraelski sportowiec w historii, jest także jedynym Izraelczykiem, który ma na koncie dwa medale olimpijskie. Był również mistrzem świata.